# La Tour (Alpes Marítimos)
La Tour é uma comuna francesa na região administrativa da Provença-Alpes-Costa Azul, no departamento Alpes Marítimos. Estende-se por uma área de 36,7 km², com  (Tourriers) 300 habitantes, segundo os censos de 1999, com uma densidade de 8 hab/km².